# الدوري التشيلي لكرة القدم 1940
الدوري التشيلي لكرة القدم 1940 (بالإسبانية: Primera División de Chile 1940)‏ هو الموسم 8 من الدوري التشيلي لكرة القدم. كان عدد الأندية المشاركة فيه 10، وفاز فيه نادي أونيفرسيداد دي تشيلي.